# Ubikacja kucana

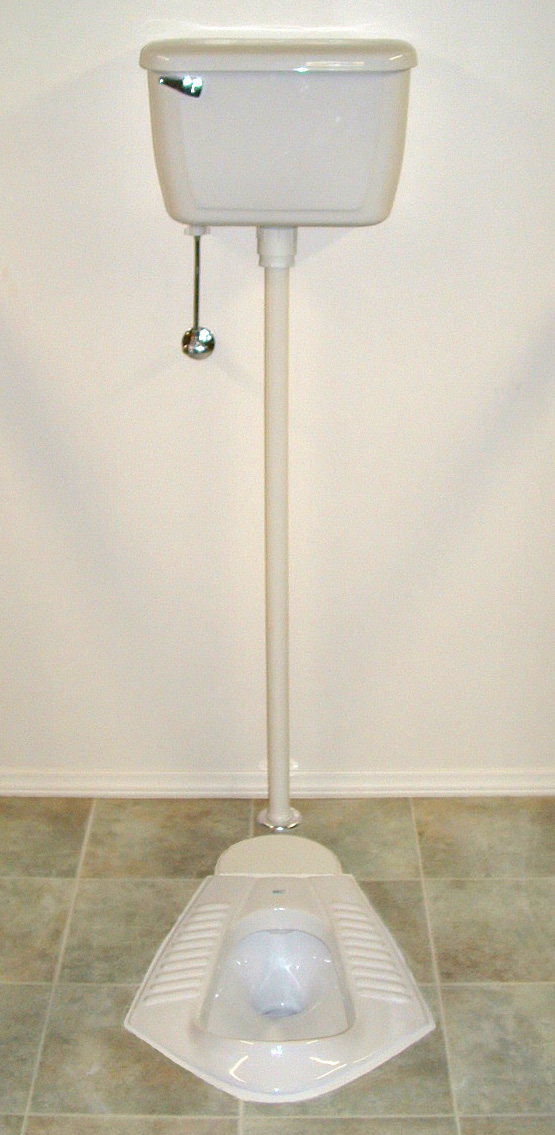
Amerykańska ubikacja kucana ze spłuczką

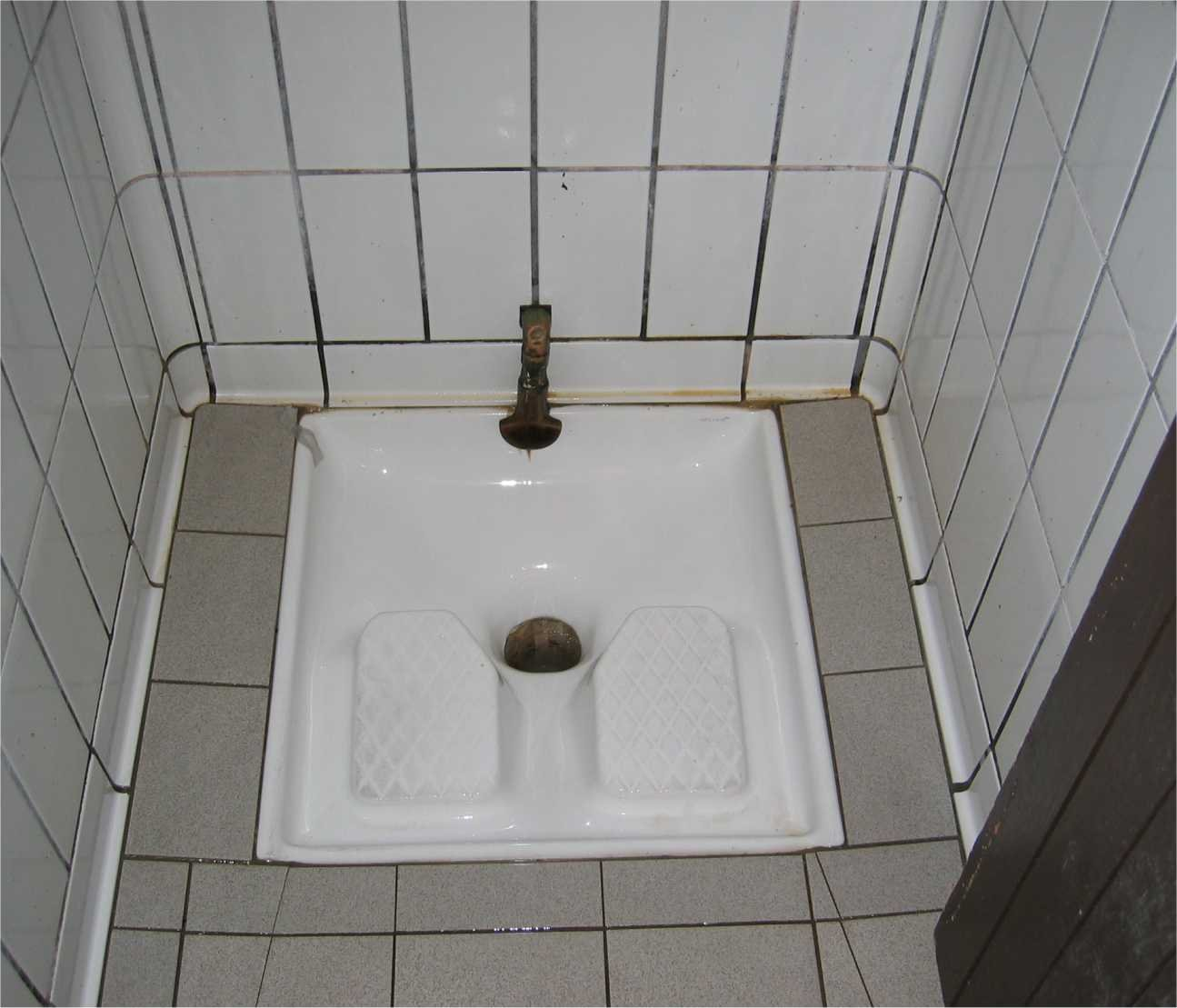
Ubikacja turecka

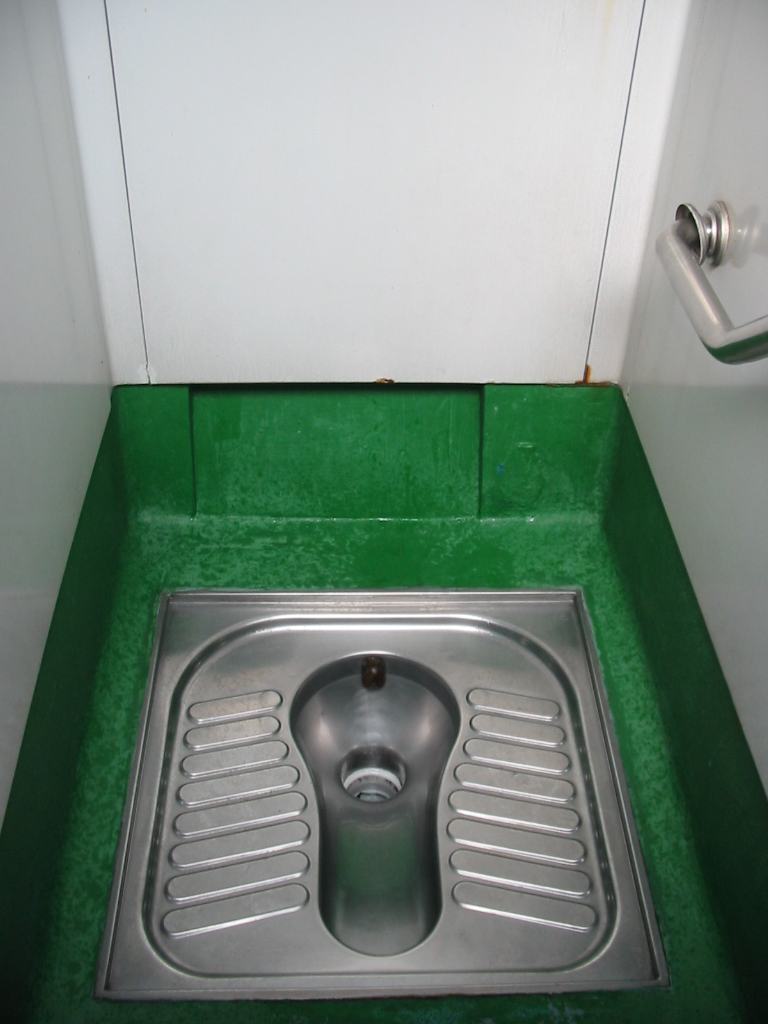
Stalowa ubikacja kucana typu tureckiego w Hongkongu

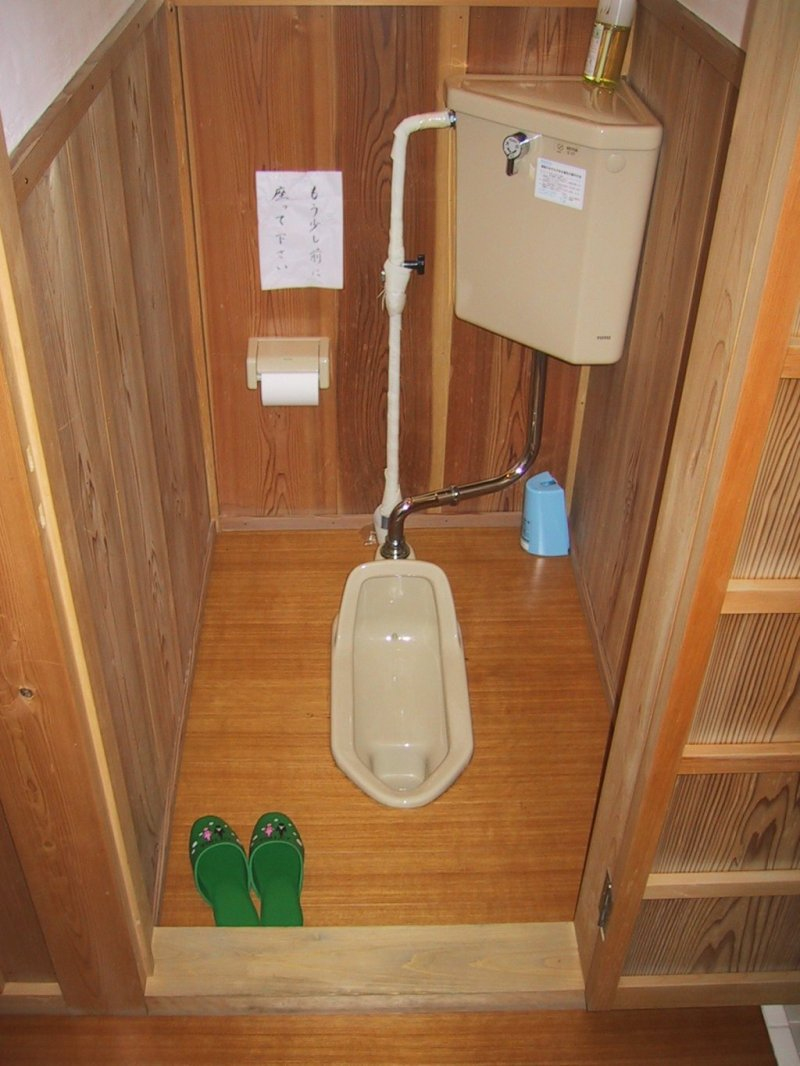
Pomieszczenie z japońską ubikacją kucaną. Po lewej widoczne klapki toaletowe.

Ubikacja kucana, ubikacja narciarska (właśc. ubikacja turecka, ubikacja arabska) – typ urządzenia sanitarnego, służącego do wypróżniania się w pozycji kucznej. Zasadnicza część tego rodzaju ubikacji zbudowana jest z owalnej misy zmontowanej na poziomie posadzki, zakończonej w dolnej części odpływem o średnicy od 75 do 100 mm. Po obu stronach misy znajdują się (choć nie zawsze) podstawy na umieszczenie stóp. Niektóre modele mają możliwość spłukiwania za pomocą specjalnych zaworów spłukujących. Wykonane są najczęściej z ceramiki lub stali nierdzewnej. W przeciwieństwie do ustępów innych typów nie posiadają własnego zasyfonowania.

## Typy
Wyróżnia się kilka typów tych instalacji.

### Ubikacja turecka
Osoba korzystająca stawia stopy na specjalnych podstawkach (uformowanych wypukleniach niecki).
Kuca się twarzą w stronę wyjścia. Jest najbardziej rozpowszechniona w Turcji oraz może być czasem spotykana w budynkach użyteczności publicznej jak motele przy autostradach we Francji, Włoszech a także we wszystkich byłych republikach radzieckich. Jest szeroko używana także w Indiach, gdzie jest określana jako indyjska ubikacja (ang. Indian Water Closet) lub w skrócie IWC dla odróżnienia od ubikacji w stylu tradycyjnym, europejskim oznaczanych jako EWC (lub zachodnich, łacińskich/rzymskich). Można ją spotkać także na Bliskim Wschodzie lub na wiejskich terenach Grecji, Bułgarii, Rumunii, Włoch, czy Portugalii, Chinach i na większości obszaru Azji Południowo-Wschodniej.

### Ubikacja japońska
Ubikacja ta ma nieco inny kształt – kuca się na podłodze, a instalacja mieści się między nogami (jest węższa). Osoba kuca twarzą do spłuczki.
Ten typ ubikacji może stanowić duże zaskoczenie dla osób z kręgu kulturowego, gdzie nie jest spotykany, a gdzie używa się ubikacji siadanych w postaci muszli klozetowej z sedesem. Może też być dla nich trudna w użyciu, szczególnie w środkach komunikacji, jak pociąg czy statek. Brytyjczycy zwykli nazywać je z przekąsem ubikacjami „stój i załatwiaj” (ang. stand & deliver).
W związku z podnoszonym argumentem za zdrowotnym aspektem wypróżniania w pozycji kucanej opracowano specjalne przejściówki, stojaki dostawiane do tradycyjnej muszli klozetowej, pozwalającej na korzystanie z dobrodziejstw tej postawy korzystania z ubikacji.

## Argumenty za stosowaniem

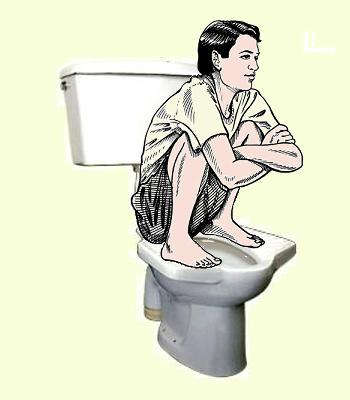
Naturalna pozycja wypróżniania według zwolenników ubikacji kucanych

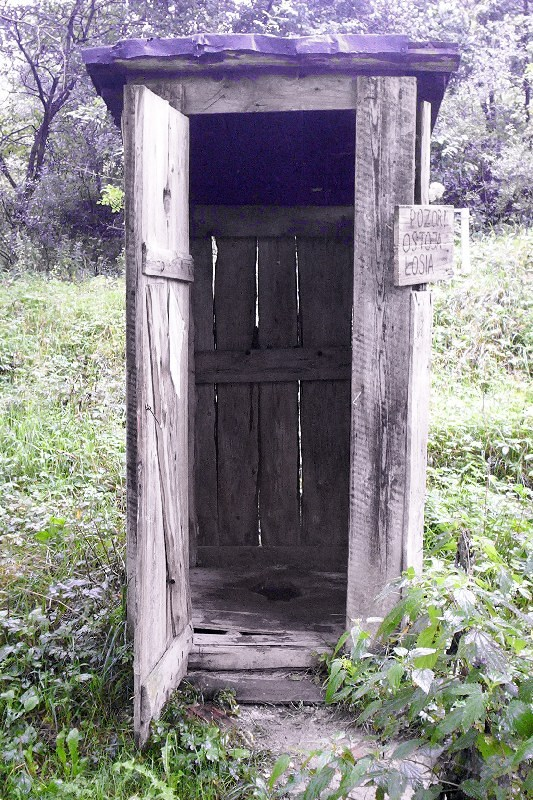
Sławojka kucana przy chatce studenckiej w Beskidzie Niskim

- „Tryb kucany” jest uważany za zdrowszy[1] i działa profilaktycznie względem chorób jelita grubego (rak[2], hemoroidy[3], zapalenie jelita grubego), ponieważ pozwala na pełne wypróżnianie bez zalegania złogów, chroni także przed uszkodzeniami związanymi z chorobami prostaty (podrażnienia nerwu)[potrzebny przypis].
- Zostało zasugerowane, że kucanie wzmacnia mięśnie miedniczne u kobiet, zmniejszając prawdopodobieństwo inkontynencji[4]. Regularne przybieranie i utrzymywanie pozycji kucanej może również wspomóc utrzymanie elastyczności kolan[5]. Dodatkowo sugeruje się, że korzystanie z tego typu ubikacji wzmacnia biodra i poprawia oddychanie i koncentrację.
- Pozycja kucana jest pierwotną dla człowieka pozycją wypróżniania.
- Ubikacja taka jest tańsza od tradycyjnych muszli klozetowych.
- Ubikacje tego typu są łatwiejsze w czyszczeniu i ogólnym utrzymaniu ich higieny, są mniej podatne na akty wandalizmu.
- Wymuszają zmniejszenie czasu przebywania (pozycja kucana nie pozwala na wygodne czytanie, np. gazet).
- Szczególnie praktyczne są w miejscach użyteczności publicznej, ponieważ nie dochodzi w nich do kontaktu nagiej skóry z potencjalnie brudną powierzchnią (jak w przypadku sedesów tradycyjnych ubikacji), co redukuje ryzyko ewentualnego przenoszenia drobnoustrojów. Badania naukowe dowiodły, że toalety z siedziskiem nie są większym zagrożeniem dla zdrowia niż ubikacje kucane[6][7]. Do zakażeń w toaletach dochodzi bowiem głównie w bezpośrednim kontakcie z wydzielinami poprzednich użytkowników toalet oraz z aerozolem tworzącym się w czasie spłukiwania. Zatem przy zachowaniu elementarnych zasad higieny – wytarcia do sucha powierzchni kontaktu ubikacji z ciałem – siadanie na desce klozetowej niczym nie grozi.

## Argumenty przeciw
- Uciążliwa w chybotliwych środkach transportu, można łatwo utracić równowagę.
- Ubikacja i podłoga mogą zostać łatwo zabrudzone.
- Problematyczna dla osób z chorobami stawów kolan oraz zaburzeniami równowagi.
- Niemożliwa do użycia przez część osób niepełnosprawnych.
- Szczególnie uciążliwa przy niskiej temperaturze.
- Łatwość ochlapania nieczystościami nóg i stóp - ryzyko rozbryzgiwania się cieczy zalegającej na dnie niecki. Bezwodne koryto minimalizuje to ryzyko podczas defekacji. Jednakże, ponieważ odchody są wystawione na kontakt z powietrzem, dopóki nie zostaną spłukane, czas, w którym tworzą one aerozol o nieprzyjemnym zapachu, jest dłuższy niż w przypadku toalet z muszlą klozetową, gdyż w tych drugich kał pokonuje krótszą drogę i wpada od razu pod wodę. Efekt silniejszego smrodu jest dość odczuwalny wewnątrz i w okolicy japońskiej ubikacji.
- Dodatkowo w przypadku, gdy nie ma systemu spłukiwania (częste w Turcji) i użyje się papieru toaletowego, można łatwo doprowadzić do zatkania otworu przez niedoświadczonego użytkownika. W takiej sytuacji warto poprosić o wiadro do spłukiwania przed skorzystaniem z ubikacji.